# Flamingo (album de Michel Petrucciani et Stéphane Grappelli)
Pour les articles homonymes, voir Flamingo.
Flamingo est un album des musiciens de jazz Michel Petrucciani et Stéphane Grappelli.

## Description
Flamingo est la rencontre enregistrée de deux grandes figures du jazz français, le violoniste Stéphane Grappelli et le pianiste Michel Petrucciani. Ils sont accompagnés par le célèbre Roy Haynes à la batterie et le tchèque George Mraz à la contrebasse. Les compositions choisies pour l’occasion sont exclusivement des standards à l’exception d’une composition de Petrucciani (Little Peace In C For U) et une de Grappelli qui clôt l’album (Valse du Passé) . Des prises de vues ont été réalisées au cours de l’enregistrement de l’album à Paris, on peut notamment les voir dans un documentaire sur Michel Petrucciani diffusé sur Mezzo.

## Pistes
| No  | Titre                           | Musique                                   | Durée |
| --- | ------------------------------- | ----------------------------------------- | ----- |
| 1.  | These Foolish Things            | Jack Strachey, Eric Maschvitz             | 4:32  |
| 2.  | Little Peace In C For U         | Michel Petrucciani                        | 3:04  |
| 3.  | Flamingo                        | Edmund Anderson, Theodor Grouya           | 4:09  |
| 4.  | Sweet Georgia Brown             | Ben Bernie, Kenneth Casey, Macco Pinkard  | 4:05  |
| 5.  | I Can’t Get Started             | Ira Gershwin, Vernon Duke                 | 5:09  |
| 6.  | I Got Rhythm                    | Ira Gershwin, George Gershwin             | 5:51  |
| 7.  | I Love New York In June         | Ralph Freed, Burton Lane                  | 3:46  |
| 8.  | Misty                           | Johnny Burke, Erroll Garner               | 6:57  |
| 9.  | I Remember April                | Gene de Paul, Patricia Johnston, Don Raye | 5:17  |
| 10. | Lover Man                       | James Davis, Roger Ramirez, James Sherman | 6:17  |
| 11. | There Will Never Be Another You | Mack Gordon, Harry Warren                 | 3:58  |
| 12. | Valse du Passé                  | Stéphane Grappelli                        | 2:00  |

## Musiciens
- Michel Petrucciani – Piano
- Stéphane Grappelli – Violon
- George Mraz – Contrebasse
- Roy Haynes – Batterie